# Doug Collins
Doug Collins (rodným jménem Douglas Allen Collins; * 16. srpna 1966 Gainesville) je americký právník a republikánský politik, od února 2025 ministr pro záležitosti veteránů ve druhé vládě Donalda Trumpa. Mezi roky 2007 a 2013 působil jako poslanec Sněmovny reprezentantů Georgie a v letech 2013–2021 byl poslancem Sněmovny reprezentantů Spojených států amerických.
V listopadu 2024 jej zvolený prezident Trump nominoval na post ministra pro záležitosti veteránů. Dne 4. února 2025 jeho nominaci schválil Senát poměrem hlasů 77:23 a následujícího dne složil přísahu.

## Mládí a vzdělání
Narodil se 16. srpna 1966 v Gainesville v Georgii. V roce 1984 absolvoval střední školu a o čtyři roky později získal titul Bachelor of Arts v oboru politologie a trestní právo na North Georgia College & State University. V roce 1996 absolvoval baptistický teologický seminář v New Orleans a v roce 2008 získal titul doktor práv na John Marshall Law School.

## Vojenská kariéra
Na konci 80. let sloužil dva roky u amerického námořnictva jako námořní kaplan. Po teroristických útocích z 11. září vstoupil do rezervy amerického letectva, kde má hodnost plukovníka. Během války v Iráku byl na pět měsíců nasazen na leteckou základnu Balad.

## Ministr pro záležitosti veteránů Spojených států amerických
V listopadu 2024 jej zvolený prezident Trump nominoval na post ministra pro záležitosti veteránů. Senátní výbor pro záležitosti veteránů schválil jeho nominaci 23. ledna 2025 poměrem hlasů 18:1. Dne 4. února jeho nominaci schválil Senát poměrem hlasů 77:23 a následujícího dne složil přísahu.

## Politické názory

### Interrupce
Collins je odpůrcem potratů. Krátce po smrti soudkyně Nejvyššího soudu Ruth Bader Ginsburg napsal, že „její propotratové zákony si vyžádaly 30 milionů nevinných dětí“. Dodal také, že „Donald Trump nominoval náhradu [Amy Coney Barrett], díky níž mají generace nenarozených dětí šanci žít“.

### Zdravotní péče
Je proti Zákonu o ochraně pacientů a dostupné péči (též známém jako Obamacare), který označil za „experiment, který nadále selhává“.

### Životní prostředí
Odmítá vědecký konsenzus o změně klimatu.

### LGBT práva
Postavil se proti stejnopohlavnímu manželství a dodal, že „podporuje ústavní dodatek definující manželství jako svazek mezi mužem a ženou“.

### Zahraniční politika
Po atentátu na Kásima Solejmáního v lednu 2020 řekl, že „členové Demokratické strany milují teroristy“. Za tento výrok jej kritizovala například demokratická senátorka Tammy Duckworth, která během války v Iráku přišla o obě nohy. Collins později na Twitteru napsal: „Nevěřím, že demokraté milují teroristy, a omlouvám se za to, co jsem řekl na začátku týdne“.